# Terahota
Terahota (nep. तेरहौता) – gaun wikas samiti we wschodniej części Nepalu w strefie Sagarmatha w dystrykcie Saptari. Według nepalskiego spisu powszechnego z 2001 roku liczył on 806 gospodarstw domowych i 4490 mieszkańców (2184 kobiet i 2306 mężczyzn).